# Serpil Midyatli

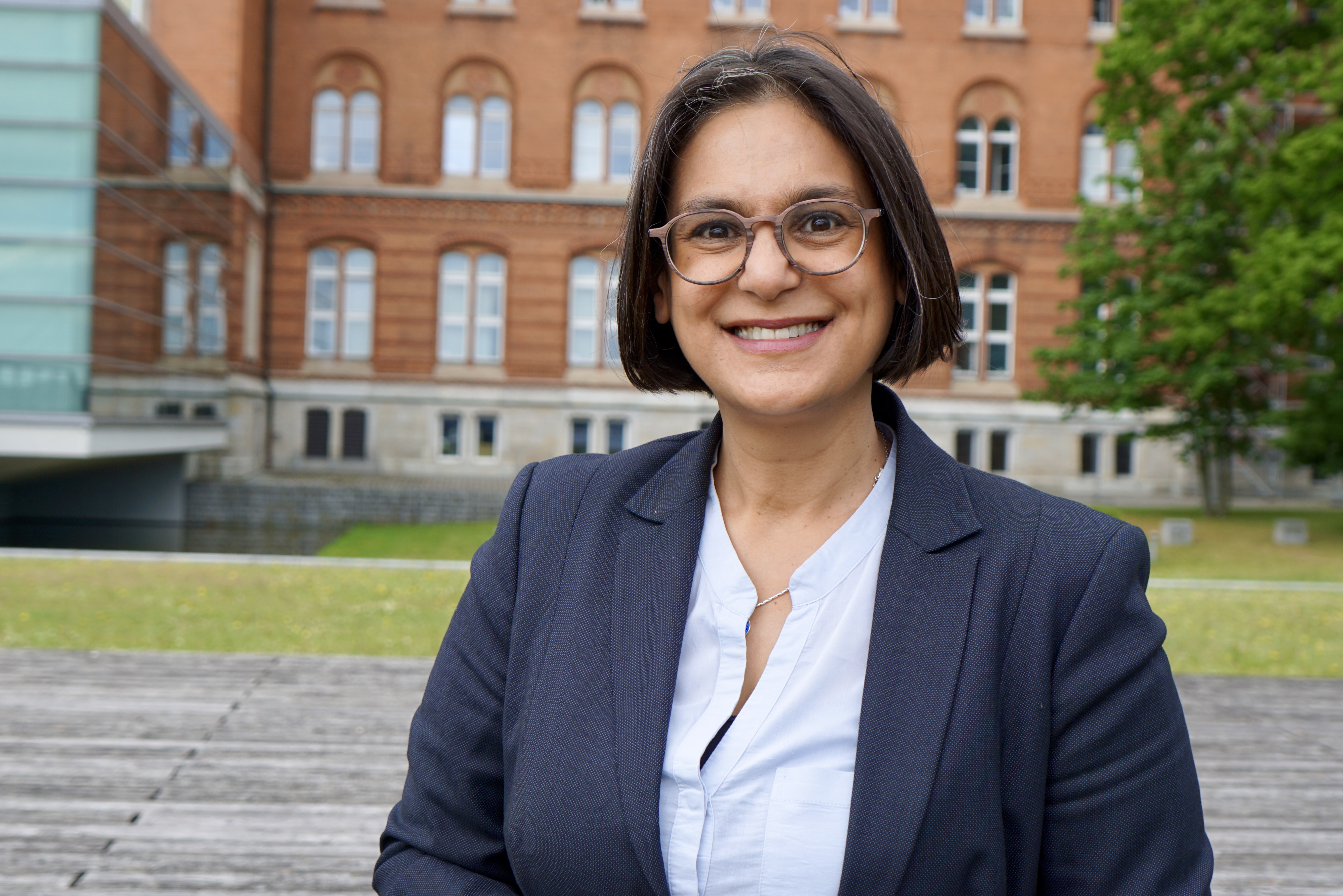
Serpil Midyatli (2021)

Serpil Midyatli (geb. Alkan; * 8. August 1975 in Kiel) ist eine deutsch-türkische Politikerin (SPD). Sie ist seit 2009 Abgeordnete des Schleswig-Holsteinischen Landtags. Dort ist sie seit Dezember 2023 erneut Fraktionsvorsitzende und Oppositionsführerin; ein Amt, das sie bereits von Juni 2021 bis Mai 2022 innehatte. Seit 2017 engagiert sie sich im SPD-Parteivorstand auf bundespolitischer Ebene. Sie ist seit März 2019 Landesvorsitzende der SPD Schleswig-Holstein und seit Dezember 2019 eine der fünf stellvertretenden SPD-Vorsitzenden.

## Ausbildung, Beruf und Privates
Midyatli wurde als Tochter eines Kurden und einer Araberin aus Midyat in Kiel geboren und wuchs im Stadtteil Gaarden auf. Nach dem Realschulabschluss wechselte sie 1992 auf ein Wirtschaftsgymnasium. Sie verließ dieses 1994 vor dem Abitur und übernahm die Leitung eines von ihrer Familie betriebenen Restaurants. Sie gründete 2004 zusammen mit ihrem Ehemann einen Kultur- und Veranstaltungsservice und betrieb mit diesem eine Konzerthalle. Zudem führte sie von 2007 bis 2009 einen Catering-Service.
Midyatli ist islamischen Glaubens, verheiratet und hat zwei Kinder. Sie hat neben der deutschen auch die türkische Staatsbürgerschaft.
2015 wurde sie in das Präsidium des Schleswig-Holsteinischen Heimatbundes aufgenommen, dem sie als 3. Stellvertreterin des Präsidenten angehört.

## Politik
Midyatli trat im Jahr 2000 in die SPD ein und engagierte sich zunächst in der Kommunalpolitik. Von 2003 bis 2009 war sie Mitglied im Ortsbeirat Kiel-Gaarden und von 2008 bis 2009 Mitglied im Wirtschaftsausschuss der Stadt Kiel. Nachdem sie von 2003 bis 2007 im Kreisvorstand der AWO Kiel aktiv gewesen war, wurde sie 2011 Mitglied des Vorstandes der AWO Schleswig-Holstein.
Bei der Landtagswahl am 27. September 2009 kandidierte sie erstmals für den schleswig-holsteinischen Landtag. Sie kandidierte ohne Wahlkreis und zog über Platz 15 der SPD-Landesliste in den Landtag ein. 
Sie gehörte dem Innen- und Rechtsausschuss an. Midyatli war die erste muslimische Abgeordnete des Schleswig-Holsteinischen Landtages.
Bei der vorgezogenen Landtagswahl am 6. Mai 2012 trat sie im Wahlkreis Eckernförde an und unterlag mit einem Erststimmenanteil von 33,3 % dem CDU-Mitbewerber Daniel Günther (35,7 %).
Listenplatz 2 der SPD-Landesliste verhalf ihr zum erneuten Einzug in den Landtag. Sie wurde zur stellvertretenden Fraktionsvorsitzenden gewählt und war Mitglied des Wirtschaftsausschusses. Für ihre Fraktion übernahm sie das Amt der Sprecherin für Wohnungsbau, Integration, Migration, Familien, Gleichstellung und Kita der SPD-Landtagsfraktion.
Auch bei der Landtagswahl in Schleswig-Holstein 2017 zog sie über Listenplatz 2 in den Landtag ein und fungiert dort als Fraktionssprecherin für Familienpolitik, Gleichstellung, Integration und Kinderbetreuung. Als stellvertretende Fraktionsvorsitzende wurde sie im Amt bestätigt. Auf dem SPD-Bundesparteitag vom 7. bis 9. Dezember 2017 wurde sie erstmals in den SPD-Parteivorstand gewählt, nachdem die Arbeitsgemeinschaft für Migration und Vielfalt sie nominiert hatte.
Am 30. März 2019 wurde sie zur Landesvorsitzenden der SPD Schleswig-Holstein gewählt. Vor der Stichwahl des Mitgliederentscheids zur Wahl zum SPD-Vorsitz 2019 sprach Midyatli sich öffentlich für Saskia Esken und Norbert Walter-Borjans aus.
Auf dem Parteitag am 6. Dezember 2019 wurde der neue SPD-Bundesvorstand gewählt. Saskia Esken und Norbert Walter-Borjans wurden dort zu den neuen Vorsitzenden der SPD gewählt. Serpil Midyatli wurde von den beiden als stellvertretende Bundesvorsitzende vorgeschlagen und dann von dem Parteitag in das Amt gewählt.
Am 25. April 2021 wurde sie als Landesvorsitzende der SPD Schleswig-Holstein wiedergewählt. Midyatli gab zudem bekannt, sich im Juni 2021 als Vorsitzende der SPD-Landtagsfraktion zu bewerben. Am 22. Juni 2021 wurde sie als Nachfolgerin von Ralf Stegner zur Vorsitzenden der SPD-Landtagsfraktion gewählt. Nach Ute Erdsiek-Rave war sie die zweite Frau, die dieses Amt in der SPD Schleswig-Holstein bekleidet.
Auf einer Mitgliederversammlung der Kieler SPD wurde Midyatli am 1. August 2021 als SPD-Direktkandidatin für den Landtagswahlkreis Kiel-Ost gewählt. Somit trat sie bei der Landtagswahl im Mai 2022 nicht erneut im Wahlkreis Eckernförde an. Nach der Landtagswahl 2022, bei der sie erneut über die Landesliste in den Landtag gewählt wurde, kandidierte sie nicht erneut für den Fraktionsvorsitz. In diesem Amt folgte ihr Thomas Losse-Müller nach. Am 12. Dezember 2023 wurde sie erneut zur Fraktionsvorsitzenden gewählt.

## Positionen
Midyatli gilt als profilierte Familienpolitikerin. Unter anderem steht sie für beitragsfreie Kitas und mehr Ganztagsbetreuung in Grundschulen. Im Jahr 2020 hat sie eine Diskussion über Arbeitszeitverkürzung angestoßen. Durch eine 30-Stunden-Woche ließe sich aus Sicht von Midyatli partnerschaftliche Erziehung besser mit Erwerbsarbeit kombinieren.
Ausdrücklich bekannte sie sich im Jahr 2021 zur Bildung von Wohneigentum. Die SPD würde zwar immer dafür kämpfen, dass Mieten bezahlbar blieben. Aber das gelte auch für die Möglichkeit, eine Wohnung oder ein Haus zu kaufen. Das Eigenheim sei ein Symbol für sozialen Aufstieg. Midyatli befürwortet Modelle, die weniger Eigenkapital erfordern. Dazu zählt Mietkauf.